# Matam (Senegal)
Matam ist eine Stadt im Nordosten des Senegal. Sie ist Hauptstadt der Region Matam und des Départements Matam.

## Geographische Lage
Matam liegt am linken westlichen Ufer des Senegal, der hier die Grenze zu Mauretanien bildet. Matam ist die einzige größere Stadt am Strom in dem Flussabschnitt zwischen Bakel und Dagana, wo der Hauptstrom durch die zehn bis 20 Kilometer breite Schwemmlandebene so weit an das linke Hochufer heranmäandriert, dass die Stadt auf dem Landweg ohne Brücken erreichbar ist. Stromaufwärts sind der Dioulol und stromabwärts der Diamel und der Doué als Seitenarme dem Hauptstrom vorgelagert.
Ourossogui, die nächstgelegene Stadt gleicher Größenordnung, liegt im Südwesten und ist 8 km entfernt. Bis zur Hauptstadt Dakar sind es rund 460 km.

## Bevölkerung
Die letzten Volkszählungen ergaben für die Stadt jeweils folgende Einwohnerzahlen:
| Jahr | Einwohner |
| ---- | --------- |
| 1988 | 10.722    |
| 2002 | 14.620    |
| 2013 | 17.218    |
| 2023 | 27.695    |

## Verkehr
Matam ist der Endpunkt der Nationalstraße N 3, die von Dakar im Westen über Diourbel und Touba hierher an die mauretanische Grenze führt. In dem nahe gelegenen Ourossogui kreuzt sich die N3 mit der N 2, die in einigem Abstand dem linken Ufer des Senegal-Flusses von Saint-Louis aufwärts bis Kidira folgt, dem wichtigsten Grenzübergang nach Mali. An der N3, am südwestlichen Stadtrand von Ourossogui, und zehn Kilometer von Matam entfernt liegt der Flugplatz Matam.